# Адамович Леонід Петрович
Леонід Петрович Адамович (7 (20) вересня 1910, Москва — 19 листопада 1984, Харків, УРСР) — радянський український науковець, хімік, доктор хімічних наук (1963), професор (1964).

## Біографія
У 1932 році закінчив фізико-хіміко-математичний факультет Харківського інституту народної освіти (ХІНО).
У 1946—1964 роках — асистент, доцент, у 1964—1984 рр. — професор Харківського університету.

## Наукова діяльність
Досліджував взаємодію органічних реагентів з іонами металів, зокрема альберону з берилієм.
Запропонував реагент нафтохром зелений G для визначення берилію (Be), алюмінію (Al) та торон — для визначення літію (Li), берилію (Be), торію (Th), а кротонову кислоту — для якісного виявлення натрію (Na) і калію (K); гравіметричне визначення барію (Ва) у присутності кальцію (Са), а також фотометреське визначення заліза (Fe).
Розробив новий спектрофотометричний метод дослідження комплексних сполук в умовах ступеневого комплексоутворення. Розробляв досить чутливі і одночасно високоселективні методи кількісного визначення іонів міді і срібла з використанням екстракційних варіантів спектрофотометрії.
Серія робіт Леоніда Адамовича пов'язана з дослідженням іонних рівноваг ксантенових барвників флуоресцеїну, еозину і родаміну Б в розчинах.

## Вибрані праці
- Фотометрия и спектрофотометрия соединений бериллия // Тр. хим. ф-та и НИИ химии Харьков. гос. ун-та. Т. 18. 1957(рос.);
- Спектрофотометрическое изучение аналитических систем, содержащих бериллий. Х., 1963(рос.);
- Руководство к лабораторным занятиям по качественному анализу. Х., 1968(рос.);
- Рациональные приемы составления аналитических прописей. Х., 1973(рос.).